# Континентальный и коммерческий национальный банк
Континентальный и коммерческий национальный банк (англ. Continental and Commercial National Bank) — историческое офисное здание в городе Чикаго, расположенное по адресу ЛаСаль-стрит, 208 в историческом деловом центральном районе Чикаго-Луп. 21-этажное строение было возведено в 1911—1914 годах для Континентального и коммерческого национального банка, в то время бывшего одним из крупнейших банков в США. Оно было построено в неоклассическом стиле по проекту архитектора Даниела Бёрнема. Бёрнем, наиболее прославившийся своим планом развития Чикаго 1909 года, был поклонником этого стиля и использовал его при проектировании офисных зданий во множестве американских городов.
Главный вход в здание Континентального и коммерческого национального банка представляет собой трёхэтажную колоннаду с восемью дорическими колоннами. Подобная же колоннада, занимающая внешнюю часть здания с 18-й по 20-й этажи, образует капитель. Фриз и тяга выделяют 4-й и 17-й этажи из ствола здания, придавая таким образом устремлённому вверх зданию и некоторое горизонтальное выражение. Открытый двор, занимающий центр здания, позволяет естественному свету проникать во внутренние помещения здания.
14 февраля 2007 года здание Континентального и коммерческого национального банка было внесено в Национальный реестр исторических мест США.
До своего объединения с Континентальным национальным банком и образования Континентального и коммерческого национального банка Коммерческий национальный банк располагался в строении, ныне известном как здание Коммерческого национального банка.